# Marcello Lazzati
Marcello Luigi Lazzati (Legnano, 26 settembre 1948) è un politico italiano della Lega Nord nell'XI e XII Legislatura.